# Olszówka (powiat Kolski)
Olszówka is een dorp in het Poolse woiwodschap Groot-Polen, in het district Kolski. De plaats maakt deel uit van de gemeente Olszówka en telt 440 inwoners.